# Phare de l'île Booby
Le phare de l'île Booby est situé sur l'île Booby (en), face à la péninsule du cap York, dans le détroit d'Endeavour, dans le Queensland en Australie. Il marque l'entrée ouest, pour la navigation dans le détroit de Torrès. Il est inscrit à l'inventaire du patrimoine du Queensland depuis 1990.

## Histoire

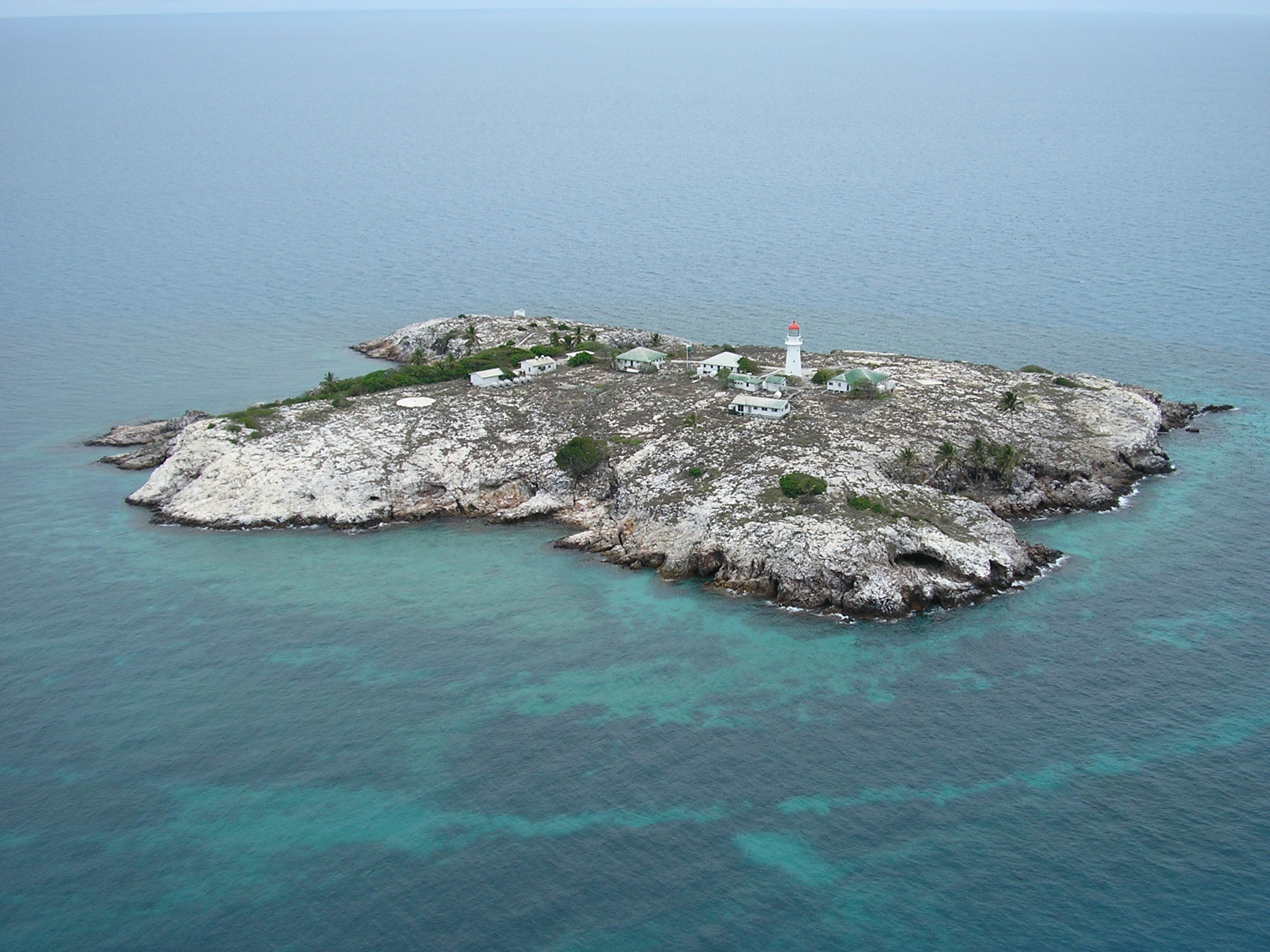
Vue aérienne de l'île Booby

Huit ans avant la construction de son phare, l'île Booby avait déjà une fonction d'aide bien particulière. Dans un article du Journal des voyages N°252 (dimanche 7 mai 1882, pages 272 à 274), intitulé "De Newcastle du Sud à l'île Booby", un rédacteur signant Mac-Carthy explique :
« L'île Booby est aussi célèbre que le détroit de Torrès ; ce rocher aride et nu où l'herbe elle-même pousse difficilement est connu des navires des deux hémisphères ; les capitaines et leurs officiers viendraient à l'oublier que leurs instructions maritimes le leur rappelleraient. L'île Booby n'est pas seulement un lieu de pèlerinage ; c'est l'île des Naufragés et leur providence ; c'est l'île de la Charité maritime internationale. Chaque navire voyageant dans ces parages se détourne de sa route et se rend à l'île Booby pour recueillir les naufragés s'il y en a, et pour déposer son offrande, qui consiste en provisions de toutes sortes. Aucun bâtiment ne voudrait s'affranchir de cette visite d'humanité. Dans cette île se trouve une grotte spacieuse, bien aménagée, dont les parois sont cimentées. Elle contient une grande citerne en fer avec de l'eau douce, des barils de biscuits, des sacs de farine, des légumes secs, des boites de conserves, des haricots, du lard, du poisson salé, du vin, de l'eau-de-vie. Les naufragés sont fréquents dans ces mers; les marins, au lieu d'errer à l'aventure à la recherche d'un navire qui passe le plus souvent sans les apercevoir, se dirigent en toute sécurité sur l'île Booby. Ils y trouvent l'existence assurée pendant quelque temps, et attendent avec patience et en toute sécurité l'heure de la délivrance. »

## Source
- (en) Cet article est partiellement ou en totalité issu de l’article de Wikipédia en anglais intitulé « Booby Island Light » (voir la liste des auteurs).